# Liste der Naturdenkmale in Horperath
Die Liste der Naturdenkmale in Horperath nennt die im Gemeindegebiet von Horperath ausgewiesenen Naturdenkmale (Stand 4. Juni 2024).

## Naturdenkmale
| Nr.         | Bezeichnung | Lage                          | Beschreibung                                                                                  | Bild                                    |
| ----------- | ----------- | ----------------------------- | --------------------------------------------------------------------------------------------- | --------------------------------------- |
| ND-7233-172 | Dicke Linde | Zum Lindental, bei Nr. 3 Lage | Tilia sp., um 1500 gepflanzt; 17 m hoch bei 5,0 m Brusthöhenumfang und 18 m Kronendurchmesser | Direkt Bild zu diesem Denkmal hochladen |